# Klavir
Klavír je glasbilo s tipkami. Od 18. stoletja naprej je eden najbolj razširjenih glasbil. Razvil se je iz čembala, spineta in njima podobnih glasbenih instrumentov.
Za koncertni klavir obstaja tudi nemški izraz Flügel, (ker spominja na krilo, perut).
Skladatelji, ki so v svetovnem merilu največ prispevali k solistični klavirski literaturi: Johann Sebastian Bach, Domenico Scarlatti, Wolfgang Amadeus Mozart, Ludwig van Beethoven, Robert Schumann, Sergej Rahmaninov, Franz Liszt, Aleksander Skrjabin, Claude Debussy, Frederic Chopin. Ti skladatelji so del obvezne študijske literature v vseh svetovnih pianističnih šolah. 
Temu instrumentu je bilo najbolj naklonjeno »romantično« 19. stoletje, saj so skladatelji skoraj brez izjeme komponirali za klavir. Nepogrešljiv je kot spremljevalni instrument pri skladbah za pihala, trobila, godala in vokal. Poleg tega je najbolj konvencionalen za izvajanje izvlečkov simfoničnih in opernih skladb, ki so nekakšna simulacija glasbe, komponirane za izvajanje z mnogimi različnimi instrumenti hkrati. Tako se npr. pevske vaje za operno predstavo ne izvajajo z orkestrom, kar bi pomenilo velik organizacijski problem, ampak le s spremljavo klavirja, ki simulira orkestrsko igro. Takim spremljavam pravimo korepeticije, pianistu pa korepetitor.
V smislu pianistične izobrazbe sta brez izjeme za izobraževalne ustanove obvezna dva komponistična cikla: «Dobro uglašeni klavir« J.S. Bacha in Klavirske sonate L. van Beethovna. Veljata za staro in novo zavezo vseh pianistov.

## Razvojni tipi klavirja
1. Monokord, podolgovat zaboj z (eno) napeto struno, ki je v antiki služil kot akustični pripomoček za določanje intervalov
2. Polikord, srednjeveška različica monokorda z več strunami, ki je tudi služila kot eksperimentalna akustična priprava, iz njega se je razvil
3. Klavikord, ki je po vsej verjetnosti nastal v 12. stoletju, njegov razvoj pa je trajal dolgih 6 stoletij in ga glede na zgradbo instrumenta delimo na dve obdobji, prvo: do začetka 18. stoletja (vezani klavikord) in drugo do začetka 19. stoletja (nevezani klavikord).
4. Čembalo, tudi klavicimbal se je pojavil že v začetku 15. stoletja, z različicami po evropskih državah: gravičembalo, špinet, virginal, klaviciterij (žirafni klavir), klavirska harfa). V 19. stoletju pa ga je izpodrinil
5. Klavir s kladivci, tudi Hammerklavier ali Hammerflügel, ki je neposredni predhodnik današnjega klavirja. Leta 1711 ga je iznašel italijanski izdelovalec glasbil Bartolomeo Cristofori (Bartolomeo Cristofori di Francesco).
6. Današnji klavir

## Sestavni deli klavirja (z angleško mehaniko)
(1) Litoželezni okvir (plošča) nad uglaševalno ploščo
(2) Pokrov sprednji
(3) Kapodaster
(4) Dušilci
(5) Pokrov veliki
(6) Vzvodi dušilcev
(7)-(10) Mehanizem desnega pedala ('forte') = dvig vseh dušilcev (mehanizem una corda na sliki ni viden)
(11) Pedali: levi una corda (piano), desni 'forte',
srednji: (če so trije) prolongacijski (pri pianinu pa moderator)
(12) Kobilica
(13) Zatiči za pritrditev strun (zadaj)
(14) Litoželezni okvir (plošča) zadaj
(15) Resonančna plošča
(16) Strune

### Rezonator in okvir
Zunanji del klavirja je obit z lesom. Klavir je silo pritiska tipk preusmeril v kladivca, ki so zadevala strune, kot so jih napeli v harfi. Strune so tako napete v različnih dolžinah od debelih do tankih. Tudi na zunaj je veliki klavir spominjal na položeno harfo, odprto za usmerjanje zvoka v odprtino. Vrata klavirja ni potrebno odpreti. Klavir stoji na treh nogah, največ teže ima klavir na strani, kjer so tipke. Strune so vpete na eni strani, da drugi strani pa so postavljeni napenjači, ki s pomočjo vijaka dosegajo želene tone za rezonator. Zaradi lažjega vzdrževanja in močnih tonov so posamični toni načrtno okrepljeni z več strunami. Nižji toni potrebujejo debelejše strune. Okoli strune tako napeljejo gosto napeljano bakreno žico, kar povzroči vidno bolj globok ton. Zaradi zaprtega sistema klavirja, je bilo uglaševanje manj nujno, a se klavir še vedno letno vzdržuje.

### Klaviatura in mehanizem
Pritisk na tipko povzroči udarec kladiva na določene žice. Klaviatura na klavirju je sestavljena iz 88 tipk. To ni predpisano pravilo, je pa vedno bolj običajno, saj je predpisano kater ton mora biti na sredini klavirja. Bele tipke so sedaj večinoma oblečeno v plastiko, Črne tipke so namenjene alterniranim tonov. Kladivo je obloženo s filcem, udarec s kladivom tudi razbremeni dotik blaga s struno. Posledično je dolžina tona približno enaka kot čas, ko prst pritiska na tipko. 

### Pedali
Klavir pozna tri pedale. Najbolj se uporablja desni pedal. Posledica pritiska na pedal je, da je udarec na tipko obstojen in povzroča ton, četudi je prst prenehal pritiskati na tipko. Zvočni efekt je tako počasi usihajoč zvok, ki popolnoma preneha s dvigom pedala. Levi pedal omehča zvok, ton je za spoznanje manj odmeven ob močni, glasni izvedbi tona. V smislu mehanizma kladivce udari na manj strun naenkrat. Srednji pedal je namenjen pridušenem tonu. Tudi zelo glasna izvedba je tako tišja. Razlog za postavitev srednjega pedala je bila obzirnost. Ob pritiski na pedal je vadba klavirja tišja in tako manj moteča.

## Pianino
Pianino je oblika klavirja, ki je prilagojen manjšim sobam. Žice so postavljene pravokotno in so krajše dolžine. Prostor namenjen izoblikovanju zvoka je manjši, strune krajše, posledično je zvok zelo podoben pravemu klavirju, a tišji in bolj pridušen. Po synthesiserjih so nastali tudi električni klavirji, kjer računalnik beleži zvok ob pritisku tipke, glasba pa se lahko snema, beleži, priduši ali celo vidno poveča. Sodobni električni klavirji zmorejo v vedno manj omejeni obliki slediti tudi moči udarcev po tipkah, kar napravi klavir manj naporna naprava za selitev, z ojačevalcem in zvočniki pa se izboljša zvok.

## Evolucija klavirja in demokratizacija glasbe
Po prvih zasnovah je bil inštrument s tipkami in pedali bližje pihalnim orglam. A tipke so nudile zelo dober pregled nad glasbo in notam in večina glasbenikov je iskala kako prenesti tipke in glasbo domov v hišo. Inštrument z tako širokim razponom tonov in tako enostavno pregledno tonalno sliko je bilo izjemno orodje za pisanje glasbe, učenje glasbe in tudi izvajanje zahtevne glasbe, kjer lahko en inštrument skrbi tako za melodijo kot harmonijo. Komorna glasba godal je bila dražja od enega samega pianista.
Inštrument je imel svoje pomanjkljivosti, ton je bil sprva vedno enako dolg, udarec pa imel kratek enakomeren zven, razpon je bil za oktavo krajši, uglaševanje klavirja je moralo biti pogostejše, mehanizem bolj preprost, zgodnje klaviature so glasnost dosegale z mehom, učinek, ki ga še vedno ima harmonika.
Pianino in druge poenostavitve inštrumenta pa tudi vedno večja gostilniška kultura žive glasbe je predstavila klavir kot dolgoročno investicijo v živo glasbo. Večina nastopajočih so klavir uporabili kot spremljavo pevcev, uglaševanje popotnih glasbil, poceni inštrumentalno glasbo in okrasni element gostinskega prostora, saj je klavir veljal za celo cenjen in prestižen inštrument. Spremljava s kitaro ali piščaljo pač ni bila ista. V poznem 19.stoletju je klavir bil tudi inštrument zvezdniške glasbe. Maestralna izvedba zahtevne klavirske solo kompozicije je bila velikokrat prava cirkuška predstava, saj so postale note glasbe vedno bolj na voljo, a nekatere glasbe ni bilo moč odigrati brez visokih sposobnosti. Tako so bili skladatelji znani kot mojstri izvedbe in pisanja. Večinoma iz revnih družin inštruktorjev glasbe so se povzpeli na vrh družbe. Predstavnika tega pojava so Franz Liszt in Frederick Chopin, kasneje pa tudi mnogi drugi avtorji. Klavir je postal deloma pomemben vnovič zaradi uporabe v rock glasbi, kjer se je naslonil na ragtime in jazz standarde in tako predstavljal zelo energično zahtevno glasbo.

## Nekaj najvidnejših izdelovalcev klavirjev
(Kratek seznam podjetij, ki se večinoma imenujejo po družinskih priimkih ustanoviteljev):
- Baldwin (1890)
- Bechstein (1853)
- Blüthner (1853)
- Bösendorfer (1828)
- Broadwood (1783)
- Érard (1777)
- Fazioli (1978)
- Feurich (1851)
- Gaveau (1847)
- Grotrian (1836)
- Ibach (1794)
- Kawai (1930)
- Petrof (1864)
- Pleyel (1807)
- Samick (1958)
- Sauter (1819)
- Schiedmayer (1853)
- Schimmel (1885)
- Steinway & Sons (1853)
- Yamaha (1889)